# Policja w Wielkiej Brytanii

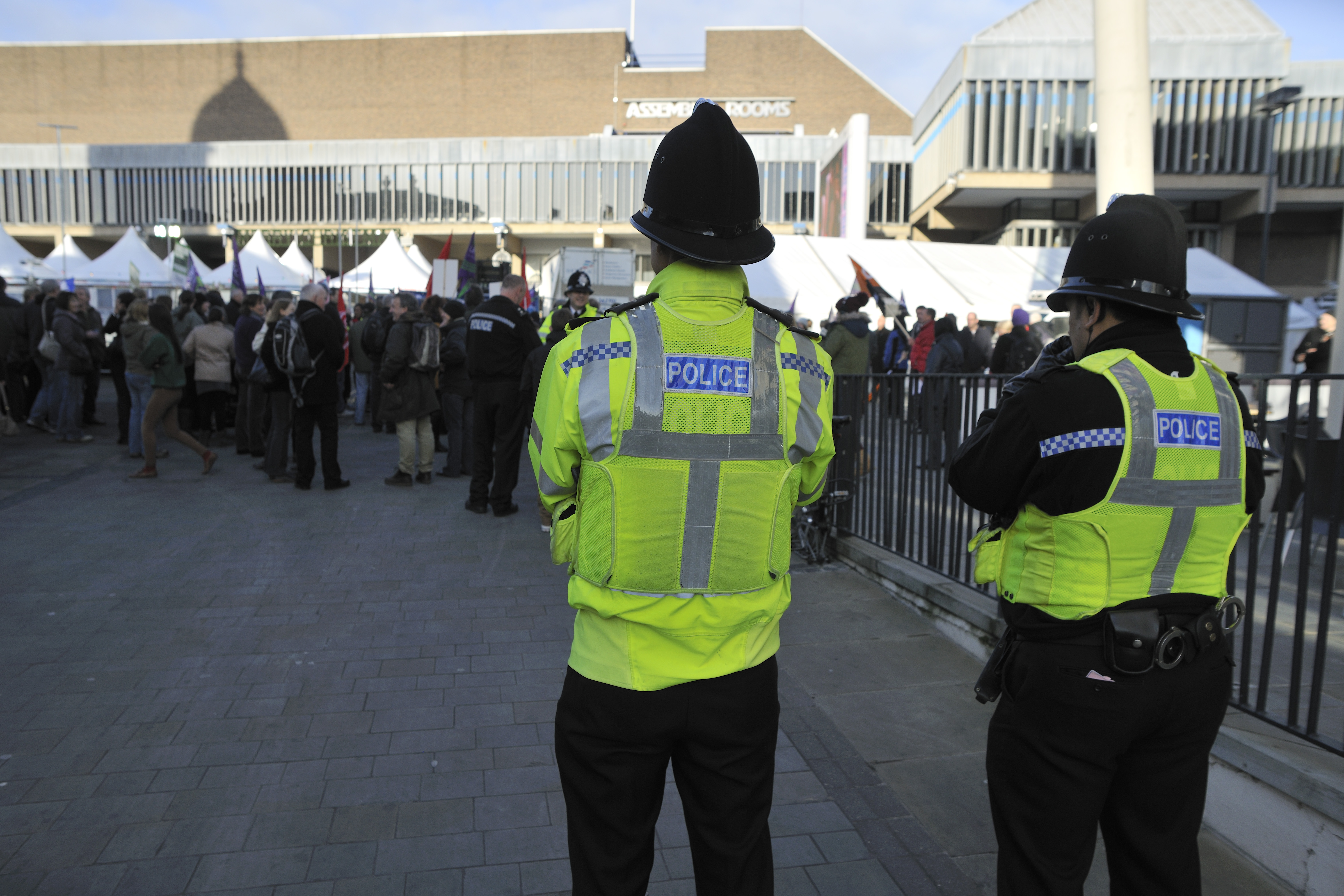
Funkcjonariusze Derbyshire Police zabezpieczający demonstrację

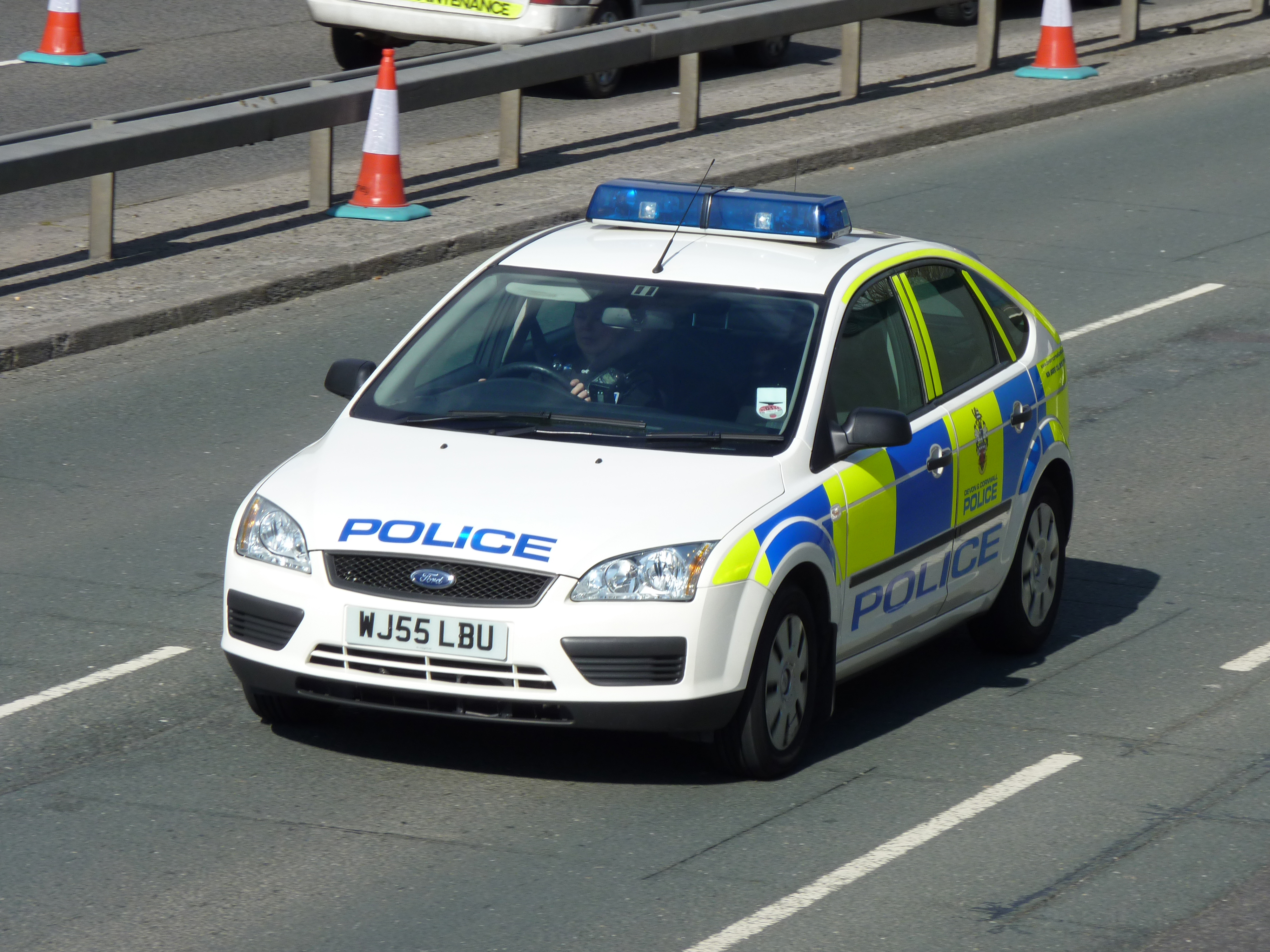
Ford Focus jako radiowóz Devon & Cornwall Police

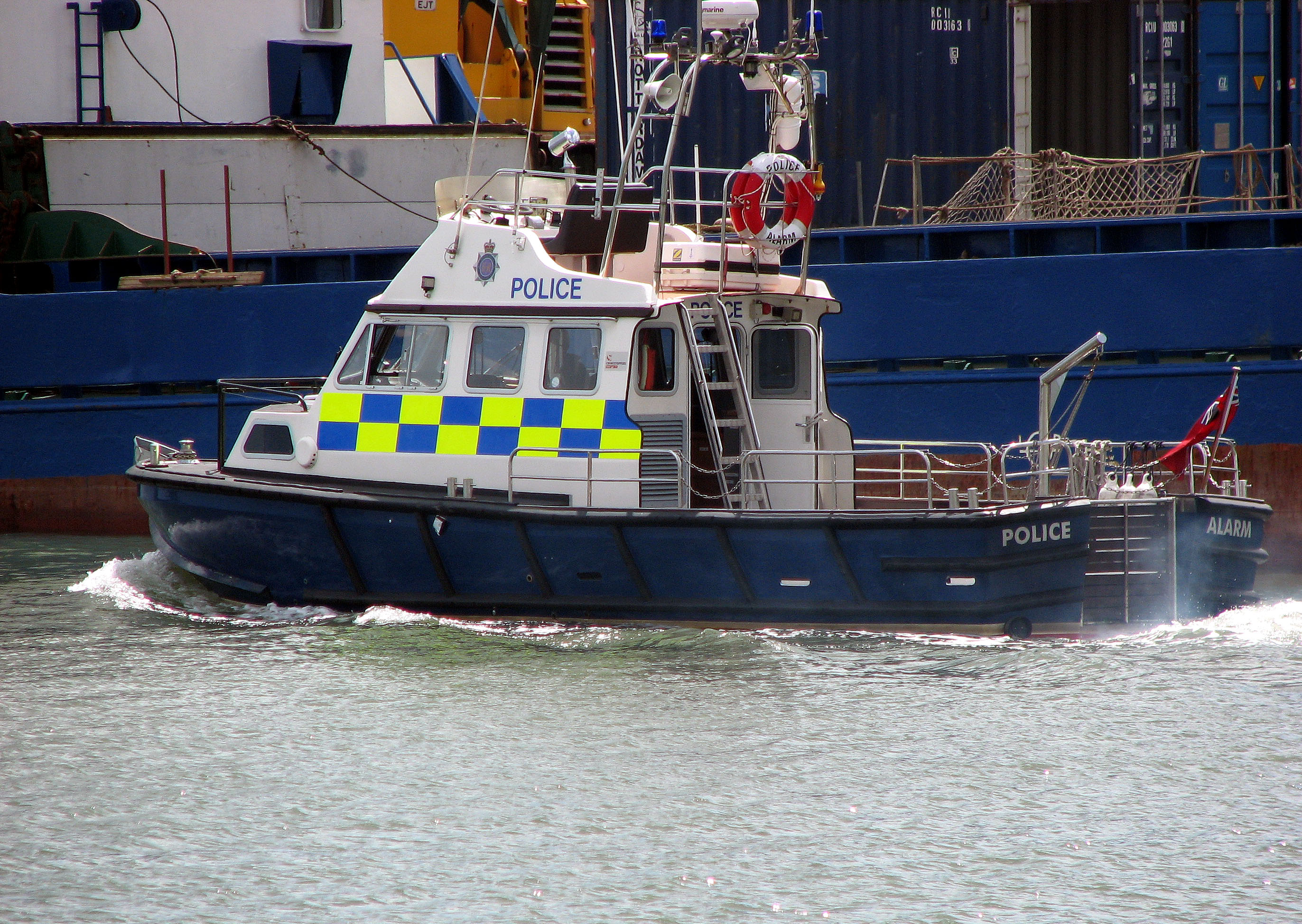
Łódź policyjna (Dorset Police)

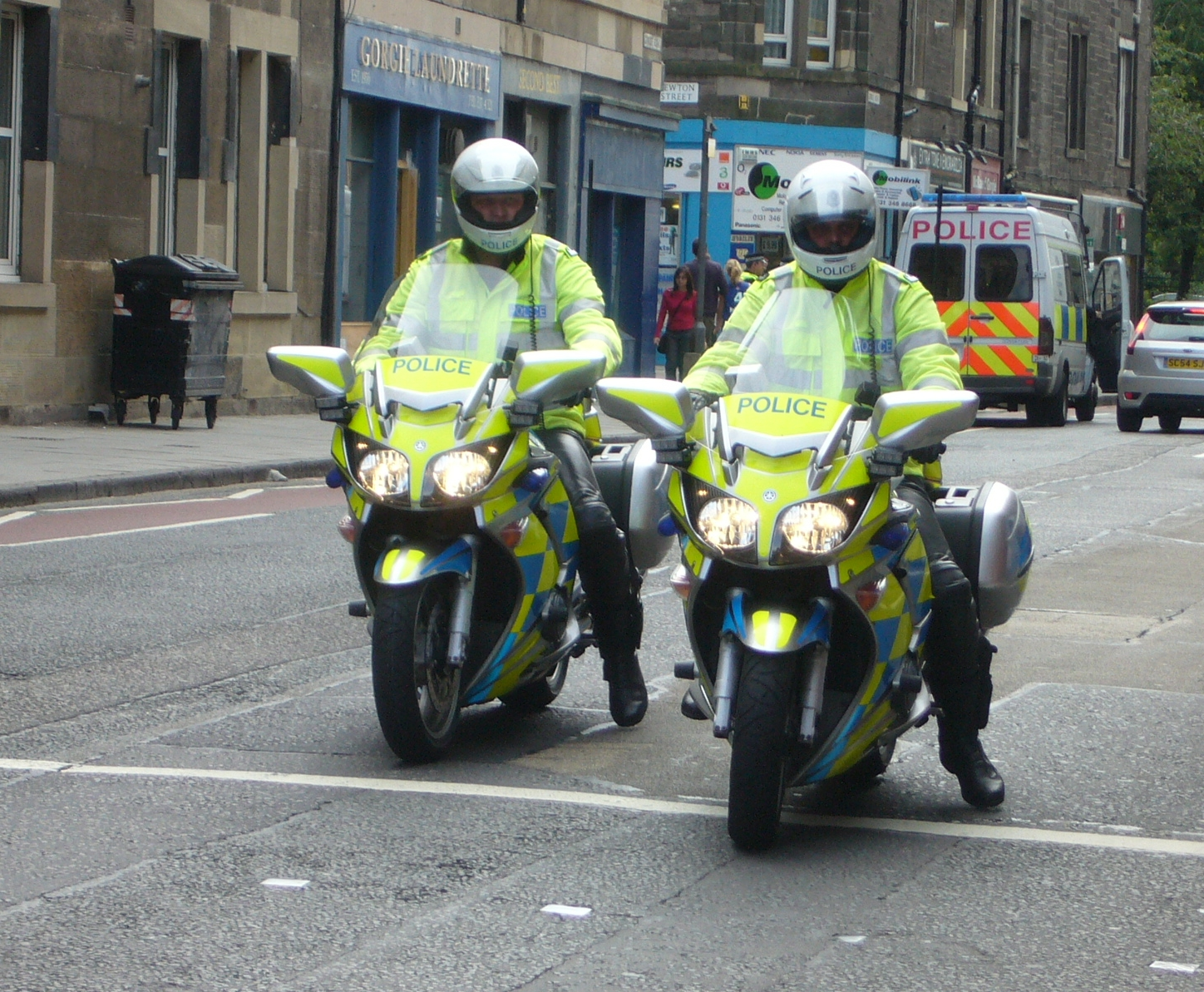
Patrol szkockiej policji na motocyklach

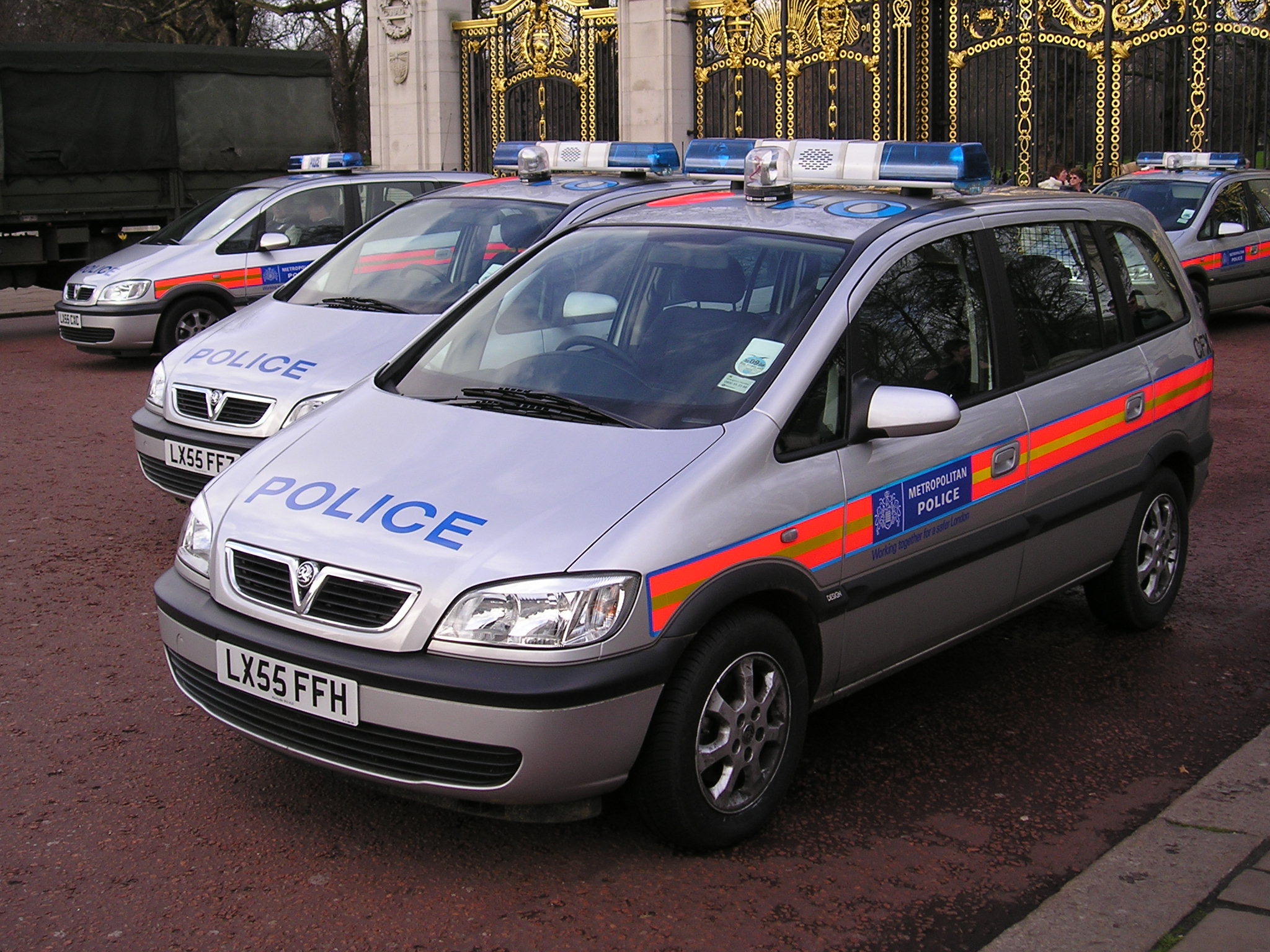
Vauxhall Zafira jako radiowóz londyńskiej Metropolitan Police

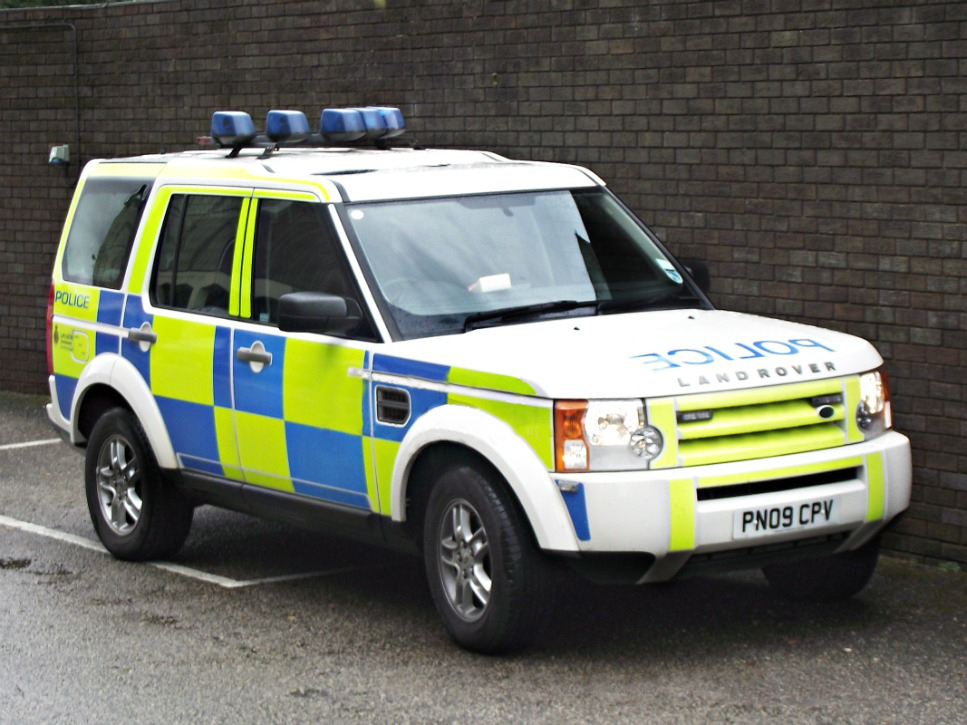
Land Rover Discovery jako radiowóz Lancashire Constabulary

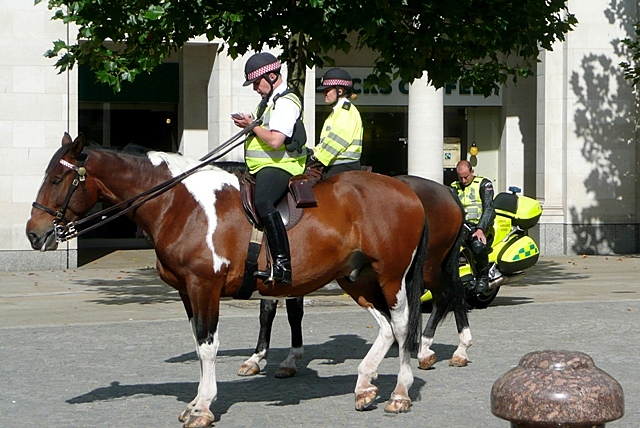
Patrol konny (City of London Police)

Policja w Wielkiej Brytanii działa według zdecentralizowanego modelu, w ramach którego istnieje kilkadziesiąt niezależnych od siebie formacji policyjnych. Większość z nich stanowi tzw. policja terytorialna (territorial police force), mająca w swojej gestii całość zagadnień związanych ze ściganiem przestępczości i porządkiem publicznym na określonym geograficznie obszarze. Uzupełniająco działają tzw. policje specjalne (special police forces), operujące w całym kraju lub jego dużej części, lecz ograniczające się do ściśle określonych zagadnień.
Choć zarówno mundury funkcjonariuszy, jak i pojazdy policyjne są do siebie stosunkowo podobne w całej Wielkiej Brytanii, na każdym z nich można bez trudu znaleźć oznaczenia mówiące o tym, do której policji należy dana osoba czy radiowóz.

## Policja terytorialna

### Anglia i Walia
W Anglii i Walii ostatnia reforma systemu policji miała miejsce w 2012 roku. W ramach obecnie obowiązujących rozwiązań Anglia podzielona jest na 39 tzw. obszarów policyjnych (police areas), zaś Walia na cztery takie obszary. W każdym z nich działa odrębna policja terytorialna, na czele której stoi komendant główny (najczęściej Chief Constable). Cywilny nadzór na każdą z policji terytorialnych (z wyjątkiem City of London Police) sprawuje w imieniu mieszkańców danego obszaru komisarz ds. policji i przestępczości (Police and Crime Commissioner), wybierany bezpośrednio na czteroletnią kadencję. Rolę koordynacyjną pomiędzy poszczególnymi policjami, a także rolę nadzorczą w imieniu rządu centralnego i monarchy, pełni Home Office (ministerstwo spraw wewnętrznych Wielkiej Brytanii). Wyspecjalizowanym organem nadzorczym działającym przy ministerstwie jest Her Majesty’s Inspectorate of Constabulary (Inspektorat Policyjny Jej Wysokości), prowadzący na bieżąco audyty i inne formy oceny dotyczące efektywności wykonywania zadań, przypadków nadużycia uprawnień itd.
Niekiedy decyzją ministerstwa lub na mocy porozumień między poszczególnymi policjami terytorialnymi tworzone są jednostki wspólne dla większej liczby formacji, zwykle o charakterze bardzo specjalistycznym. Dotyczy to m.in. takich dziedzin jak lotnictwo policyjne czy laboratoria kryminalistyczne.

#### Lista policji terytorialnych – Anglia
1. Avon and Somerset Constabulary
2. Bedfordshire Police
3. Cambridgeshire Constabulary
4. Cheshire Constabulary
5. City of London Police
6. Cleveland Police
7. Cumbria Constabulary
8. Derbyshire Constabulary
9. Devon and Cornwall Police
10. Dorset Police
11. Durham Constabulary
12. Essex Police
13. Gloucestershire Constabulary
14. Greater Manchester Police
15. Hampshire Constabulary
16. Hertfordshire Constabulary
17. Humberside Police
18. Kent Police
19. Lancashire Constabulary
20. Leicestershire Police
21. Lincolnshire Police
22. Merseyside Police
23. Metropolitan Police Service
24. Norfolk Constabulary
25. Northamptonshire Police
26. Northumbria Police
27. North Yorkshire Police
28. Nottinghamshire Police
29. South Yorkshire Police
30. Staffordshire Police
31. Suffolk Constabulary
32. Surrey Police
33. Sussex Police
34. Thames Valley Police
35. Warwickshire Police
36. West Mercia Police
37. West Midlands Police
38. West Yorkshire Police
39. Wiltshire Police

#### Lista policji terytorialnych – Walia
1. Dyfed-Powys Police (Heddlu Dyfed Powys)
2. Gwent Police (Heddlu Gwent)
3. North Wales Police (Heddlu Gogledd Cymru)
4. South Wales Police (Heddlu De Cymru)

### Szkocja
W Szkocji ogromna większość zagadnień związanych z policją i bezpieczeństwem publicznym została przekazana w ramach procesu tzw. dewolucji w gestię rządu autonomicznego w Edynburgu. W dniu 1 kwietnia 2013 w życie weszła zasadnicza reforma szkockiej policji, w ramach której osiem dotychczasowych szkockich policji terytorialnych oraz jedna policja specjalna zostały zunifikowane w jedną strukturę pod nazwą Police Scotland. Siedzibą komendy głównej nowej szkockiej policji jest Zamek Tulliallan w miasteczku Kincardine-on-Forth w hrabstwie Fife.

### Irlandia Północna
W Irlandii Północnej, ze względu na zaszłości historyczne i duży poziom zagrożenia terroryzmem oraz niepokojami społecznymi, zawsze działała jedna formacja policyjna, obejmująca cały ten obszar. Od roku 2001 jest nią Police Service of Northern Ireland (PSNI). Ze względu na specyfikę obsługiwanego obszaru, PSNI wyróżnia się wśród brytyjskich policji szerokim stosowaniem ciężkich środków bojowych, takich jak pojazdy opancerzone.
Swoje odrębne policje terytorialne posiadają również brytyjskie terytoria zależne.

## Policje specjalne
Policje specjalne wypełniają zadania, które ze względu na swoją specyfikę przekraczają możliwości policji terytorialnych. Tylko jedna z nich podlega ministerstwu spraw wewnętrznych, pozostałe są częścią innych resortów:
- National Crime Agency(inne języki) (NCA) jest w swej idei zbliżona do polskiego Centralnego Biura Śledczego i zajmuje się zwalczaniem najpoważniejszej przestępczości: struktur mafijnych, przestępczości transgranicznej, wytwarzania i dystrybucji pornografii dziecięcej, a także przestępstw gospodarczych na dużą skalę. Podlega ministrowi spraw wewnętrznych.
- Civil Nuclear Constabulary(inne języki) (CNC) zajmuje się ochroną brytyjskich elektrowni atomowych, konwojowaniem transportów materiałów radioaktywnych oraz przestępczością z tym związaną, w szczególności przypadkami kradzieży lub nielegalnego posiadania materiałów radioaktywnych. Podlega ministrowi właściwemu do spraw energetyki.
- British Transport Police(inne języki) (BTP) jest brytyjską odpowiedniczką polskiej Straży Ochrony Kolei. Zapewnia ochronę i inne działania policyjne na terenie infrastruktury i pojazdów kolejowych, zaś środki na jej utrzymanie pochodzą od spółek kolejowych. Przewoźnicy i zarządcy infrastruktury mają prawo zrezygnować ze współpracy z BTP, przy czym w takim przypadku obowiązki te i przeznaczone na nie środki finansowe przejmuje policja terytorialna właściwa dla danego obszaru. Podlega ministrowi transportu.
- Ministry of Defence Police(inne języki) (MDP) jest cywilną formacją policyjną podległą ministerstwu obrony, nie należy mylić jej ze strukturami żandarmerii. MDP zajmuje się ochroną obiektów należących do resortu obrony, w szczególności miejsc, gdzie przechowywana jest broń atomowa lub materiały radioaktywne. Prowadzi także śledztwa dotyczące przestępstw przeciw szeroko rozumianej obronności, gdzie podejrzanymi są osoby cywilne. W brytyjskim systemie żandarmeria ogranicza swoją jurysdykcję wyłącznie do żołnierzy służby czynnej.

Ponadto istnieją mniejsze formacje o wąskiej specjalizacji i niewielkim obszarze działania, np. jednostki policji parkowej czy portowej.